# 彭世爵
彭世爵（1511年—？），字懋賢，四川潼州州安岳縣人，軍籍，明朝政治人物。

## 生平
嘉靖十九年（1540年）庚子科四川鄉試第三十九名舉人。嘉靖二十年（1541年）中式辛丑科會試第一百七十八名，登第三甲第一百四十八名進士。十一月改翰林院庶吉士。

## 家族
曾祖彭大甫，贈文林郎兵馬司副指揮；祖父彭蘭，府通判；父彭極，母董氏。重庆下。